# Aleea coșmarului (film)
Aleea coșmarului (în engleză Nightmare Alley) este un film noir regizat de Edmund Goulding după un scenariu de Jules Furthman bazat pe un roman omonim din 1946 de William Lindsay Gresham. În rolurile principale au interpretat actorii Tyrone Power, Joan Blondell, Coleen Gray și Helen Walker.
A  avut premiera la New York la 9 octombrie 1947, fiind distribuit de 20th Century Fox. Coloana sonoră a fost compusă de Cyril J. Mockridge. 

## Distribuție
Au interpretat actorii:
- Tyrone Power - Stanton "Stan" Carlisle
- Joan Blondell - Zeena Krumbein
- Coleen Gray - Molly Carlisle
- Helen Walker - Lilith Ritter
- Taylor Holmes - Ezra Grindle
- Mike Mazurki - Bruno
- Ian Keith - Pete Krumbein

## Refacere
La 12 decembrie 2017, Fox Searchlight Pictures a anunțat că Guillermo del Toro va regiza o nouă ecranizare a romanului, cu un scenariu de Toro și  Kim Morgan.